# Musée de l'Image populaire de Pfaffenhoffen
Le musée de l'Image populaire se situe sur la commune de Pfaffenhoffen, dans le département du Bas-Rhin.
Le musée, dans un édifice Renaissance audacieusement rénové en 1999, présente l'art populaire traditionnel et contemporain à travers des collections de l'image populaire alsacienne peinte à la main (peinture sous verre, canivets, églomisés, souhaits de baptême, souvenirs de mariage, souvenirs de conscription et de régiment, textes funéraires).
L'ancienne synagogue attenante, classée Monuments Historiques depuis le 26 mai 1992, peut être visitée.